# Thomas Scales, 7. baron Scales
Thomas Scales, 7. baron Scales KG (9. oktober 1399 – 25. juli 1460) var en engelsk adelsmand og en af de største engelske hærførere i den sidste fase af Hundredårskrigen. Som søn af Robert Scales, 5. baron Scales (ca. 1372-1402), efterfulgte han sin bror Robert Scales, 6. baron Scales (død juli 1419) som baron.
Thomas udmærkede sig i Frankrig, mod Jack Cade og mange andre steder. Han blev belønnet med et gavebrev på 100 £ om året i løbet af sit liv og privilegiet af et skib på 200 ton til at transportere varer, hvorhen han måtte ønske det (bortset for Calais). Han blev indkaldt til parlamentet fra 1445 til 1460.
Scales var en vigtig mand med betydelig rigdom. Dette hentydes der til i Shakespeares Henrik den Sjette, 3. del: Kong Edvard 4.'s brødre Georg og Richard klager til Edvard over hans trolovelse af Scales' arving (en af de rigeste i England) til hans dronnings bror i stedet for en af dem.

## Familie
Thomas Scales blev født den 9. oktober 1399 i Middleton, Norfolk, og blev døbt der. Han var den anden søn af Robert Scales, 5. baron Scales (ca. 1372-1402) og Elizabeth Bardolf (d. 1441), datter af William Bardolf, 4. baron Bardolf. Thomas arvede titlen som baron Scales efter sin bror Robert Scales, 6. baron Scales' død i 1419.

## Hærfører
I 1422 krydsede Scales Den Engelske Kanal til Normandiet og tjente som løjtnant for Johan, hertug af Bedford .
I 1423 var Scales kaptajn i Verneuil. Fra 1424 til 1425 kæmpede han sammen med John Fastolf for at genindtage fæstningen i Maine. Han blev taget til fange i Slaget ved Patay i 1429 og senere løskøbt.
Ifølge en rekrutteringsrulle, der nu befinder sig i National Army Museum befalede han et korps på 728 bueskytter og et infanteri på omtrent 50 mand under belejringen af Saint-Denis. For at afskære Mont Saint-Michel grundede han i 1439 citadellet Granville ved enden af den franske bro i et engelsk besat område. I 1442 blev Granville indtaget gennem et overraskelsesangreb af de franske forsvarere af Mont Saint-Michel.
Under Rosekrigene kæmpede Scales for Huset Lancaster, og som sådan optræder han i Shakespeares Henrik den Sjette, 2. del. Den 25. juli 1460 blev Scales myrdet, da han som kommandør for Tower of London vendte sine våben mod byen, der støttede den York-støtten, jarlen af Salisbury under belejringen af Tower of London.

## Residenser
Thomas holdt Rivenhall i Essex; Newsells og Barkway i Hertfordshire; Ilsington, Middelton, Lynne, Hardwicke, Rongeton, Tylney og Clenchwarton i Norfolk.

## Ægteskab
Thomas blev gift med Ismayne Whalesburgh (også kendt som Esmania og Emma Whaleborough). De fik to børn:
- Thomas Scales (døde som spæd)
- Lady Elizabeth Scales Woodville, baronesse Scales (døde den 2. september 1473), gift med Anthony Woodville, 2. jarl Rivers